# Oggaz
Oggaz là một đô thị thuộc tỉnh Mascara, Algérie. Dân số thời điểm năm 2002 là 10.12 người.